# Ōtomo-no-Koteko
Ōtomo no Koteko (大伴 小手子), aussi connue sous le nom Otehime (小手姫) est l'impératrice consort de l'empereur Sushun, 32e empereur du Japon qui règne de 587 à 592.
Koteko est la mère du seul fils connu de Sushun, le prince Hachiko et de sa fille unique.
Selon le Nihongi, Koteko participe indirectement à l'assassinat de son mari.

« La concubine impériale Ohotomo no Koteko, irrité de sa faveur déclinante, a envoyé un homme à Soga no Mumako no Sukune avec un message disant : - « Récemment, un sanglier a été présenté à l'empereur, il l'a désigné et dit » : -  « Quand l'homme auquel Nous pensons sera-t-il découpé comme l'a été la gorge de ce sanglier ? D'ailleurs, des armes sont fabriquées en abondance dans le palais ». Mumako no Sukune, entendant cela, fut effrayée. »

Les détails de ce récit historique sont incohérents, sans informations plus précises. Les historiens ont tendance à remettre en question ou à discréditer cet incident présumé dans le récit traditionnel, car il ne correspond pas à ce que l'on sait au sujet de la cour impériale au cours de l'année de la mort de Sushun.

## Source de la traduction
- (en) Cet article est partiellement ou en totalité issu de l’article de Wikipédia en anglais intitulé « Ōtomo no Koteko » (voir la liste des auteurs).